# Увела ружа
„Увела ружа (из дневника)“ je приповетка Борисава Станковића, објављена је први пут у његовој дебитантској књизи, збирци приповедака, „Из старог јеванђеља“ (1899). Као и многа друга Станковићева дела, и она садржи аутобиографске елементе. Заплет у њој је условљен социјалним разликама заљубљених људи. У оваквим приповеткама посебно се види Станковићева умешност да драму личности пренесе унутра, да је постави у жариште душе.

## Заплет
„Увела ружа“, чији поднаслов гласи Из дневника (ради се о замишљеном дневнику), састоји се из пет краћих целина (поглавља) и написана је у другом лицу, што се види већ из њеног почетног пасуса: „Опет сам те сневао! Како жалим што сан оде, те и ти с њиме! Али хвала и сну. Слађе је сневати неголи збиљу гледати и гушити се од наврелих осећаја, успомена, и тешка, хладна, самотна живота...“. Наратор у приповетки је њен главни јунак Коста (Која), а већи део његовог приповедања чине сећања на прошле догађаје. 
| „                               | Хајде да сневамо: Били смо комшије. Твоја мајка само тебе, моја мајка само мене имађаху. Мајка је моја желела да ја постанем оно што мој отац не беше: да повратим изгубљено имање, уздигнем и још лепшим сјајем обасјам већ помрачено име наше. Ја сам само то знао да ти ниси за мене, да си много доле, ниско, ниско! И да је чак то доста од нас што ти допуштамо да си код нас, те да нас служиш, да ми као рођену брату угађаш и да, гледајући ме, смешиш се благо и трудиш да погодиш сваку моју жељу, сматрајући се срећном ако ми је испуниш. За тебе бејах Бог, идол и најсветије биће. | ” |
| — Борисав Станковић, Увела ружа | |   |

## Структура
У приповетки се могу уочити три шире тематске целине:
1. Рађање љубави између Које и његове лепе сусетке Стане.
2. Насилно прекидање љубави због приповедачевог (јунаковог) одласка на школовање.
3. Поновни сусрет Које и Стане и његово суочење са трагичном судбином некадашње лепотице, као и патње због таквог развоја ситуације.

## Ликови

### Која
Која је протагониста и наратор у приповеци. Како је рано остао без оца и мајке, имао је само своју баку, коју су звали 'Аџика, која га је одгајила. Младост је провео са Станом, да би отишао на школовање у другу варош. Често се мислима враћао Стани.

### Стана
Стана је девојчица, а касније и девојка, у коју је Која заљубљен, као и она у њега. Остала је без оца и јединица је своје мајке Марије. Њих две живе покрај Које и Аџике и само их поток дели. Стана је јако послушна девојка, која је од користи не само Аџики, већ и Који. Веома је стидљива и гаји много љубави ка протагонисти, који је свестан тога.
| „ | Ето, тако је то било! Знао сам ја да нећу наћи верније, истрајније и ропскије љубави од твоје: знао сам да би ме неговала и чувала као очињи вид… Знао сам ја све то, па ипак… Да, ниси и ти била богата, из знане куће, и ниси била виша од мене. Пече ме! Боли! Али и ја нисам свему томе био крив. Јер, колико пута, уморен и обузет сумњом да можда нећу оно бити чему тежим, колико пута, кажем ти, одрекао бих се свега. И да онда, уз тебе, љубљен, проспавам свој сан. | ” |

### Марија
Марија је мајка од Стане, вредна жена, која би долазила код Аџике и Које и до касно слушала Аџикине старе приче. 

### Аџика
Аџика је Којина баба, коју он зове и види као мајку, како га је она и одгајила. Представља јак прототип српске жене са села, храбре, упорне и јаке. Иако живе у великом сиромаштву, она успева да Коју пошаље у другу варош, како би завршио школу и нада се да ће управо он вратити богатство и статус коју је његов отац изгубио.